# Alma (Georgia)
Alma è una città degli Stati Uniti d'America situata nel centro dello Stato della Georgia. È il capoluogo della Contea di Bacon. Al censimento del 2010 la popolazione era di 3 466 abitanti.

## Geografia fisica
La città ha una superficie di 16,1 km², di cui 14.3 occupati da terra e 1.8 da acqua.

## Società

### Evoluzione demografica
Al censimento del 2000, risultarono 3 236 abitanti, 1243 nuclei familiari e 836 famiglie residenti in città. Ci sono 1510 alloggi con una densità di 101.7/km². La composizione etnica della città è 57.97% bianchi, 38.57% neri o afroamericani, 0.09% nativi americani, 0.49% asiatici, 0.02% originari delle isole del Pacifico, 1.89% di altre razze e 4.42% ispanici e latino-americani. Dei 1243 nuclei familiari il 30.2% ha figli di età inferiore ai 18 anni che vivono in casa, 37.7% sono coppie sposate che vivono assieme, 24.9% è composto da donne con marito assente, e il 33.5% sono non-famiglie. Il 30.1% di tutti i nuclei familiari è composto da singoli 14.9% da singoli con più 65 anni di età. La dimensione media di un nucleo familiare è di 2.50 mentre la dimensione media di una famiglia è di 3.06. L'età media è di 36 anni. Per ogni 100 donne ci sono 83.3 maschi. Per ogni 100 donne sopra i 18 anni, ci sono 76.3 maschi. Il reddito medio di un nucleo familiare è di $20,324 mentre per le famiglie è di $21,941. Gli uomini hanno un reddito medio di $25,362 contro $15,583 delle donne. Il reddito pro capite della città è di $11,574. Circa il 27.6% delle famiglie e il 32.3% della popolazione è sotto la soglia della povertà. Sul totale della popolazione il 48.7% dei minori di 18 anni e il 24.3% di chi ha più di 65 anni vive sotto la soglia della povertà.

## Educazione
La città è compresa nel distretto scolastico della Contea di Bacon. Ci sono 126 insegnanti e circa 1900 studenti. Le scuole del distretto sono:
- Bacon County Primary School
- Bacon County Elementary School
- Bacon County Middle School
- Bacon County High School

La città di Alma è servita anche dal Okefenokee Technical College.